# Inspector Lestrade

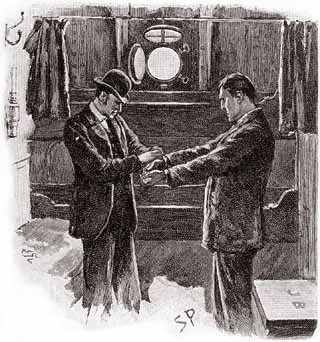
El inspector Lestrade arrestando a un sospechoso, por Sidney Paget.

El inspector Lestrade es un agente de Scotland Yard ficticio que aparece en varias historias de Sherlock Holmes, el personaje creado por Arthur Conan Doyle. Su primera inicial es G., revelado en "La aventura de la caja de cartón" (del libro "Su última reverencia, recuerdos de Sherlock Holmes", publicado en 1917).

## Lestrade en la obra de Conan Doyle
En la novela "Estudio en escarlata", Holmes afirma que Lestrade y otro detective, Tobias Gregson, tienen una rivalidad permanente. 

Gregson es el hombre más agudo de Scotland Yard [...]. Él y Lestrade son lo mejorcito de un grupo de torpes. Actúan con rapidez y energía, pero sin salirse de la rutina. Son odiosamente rutinarios. Además se acuchillan el uno al otro. Son tan celosos como una pareja de beldades profesionales.
Estudio en escarlata.

 En "El sabueso de los Baskerville", Holmes comenta al Doctor Watson que Lestrade "es el mejor de los profesionales, en mi opinión" queriendo diferenciar a los detectives profesionales empleados por Scotland Yard, de él mismo. Lestrade es descrito como "un hombre flaco, parecido a un hurón y de mirada furtiva y astuta" en "El misterio del valle de Boscombe" ("Las aventuras de Sherlock Holmes").
Lestrade se exaspera con frecuencia por los métodos poco convencionales de Holmes.  En "El misterio del valle de Boscombe" afirma que "soy un hombre práctico". Sin embargo, con el tiempo realmente llega a apreciar y respetar el registro de éxitos del detective no oficial. En "La aventura de los seis Napoleones" ("El regreso de Sherlock Holmes"), Lestrade afirma a Holmes "No estamos celosos de usted en Scotland Yard. No, señor, estamos muy orgullosos de usted". Watson toma nota de paso que este pequeño comentario, que es uno de los pocos casos en que Holmes es visiblemente conmovido.
En Londres, los medios de comunicación populares presentan a Lestrade como uno de los mejores detectives de Scotland Yard. Holmes señaló una vez en "La aventura de la caja de cartón" de Lestrade que "si bien casi no había habilidad real en su resolución de los delitos, su tenacidad y determinación es lo que le llevó al rango más alto como oficial de policía". Por otro lado, en "La aventura de la segunda mancha" ("El regreso de Sherlock Holmes") es Lestrade quien identifica correctamente al amante celoso de la víctima como el asesino, mientras que Holmes, erróneamente cree que el asesinato es un fruto de profesionales vinculados al robo de unos documentos secretos.

## Lestrade en otras obras
El autor MJ Trow escribió una serie de dieciséis libros utilizando a Lestrade como el personaje central, comenzando con "Las aventuras del inspector Lestrade" en 1985. En estas historias, Trow muestra a Lestrade como un detective más capaz. Le da el nombre de Sholto, una joven hija a quien rara vez ve y una serie de aventuras con telón de fondo histórico. En un libro Lestrade se reúne G. K. Chesterton y en otro que sufre una fractura de pierna en una caída de la pasarela del RMS Titanic.

## Lestrade en otros medios
- En el anime Sherlock Holmes, su seiyu fue Shouzou Iizuka
- Lestrade es interpretado por Eddie Marsan en la película Sherlock Holmes (2009), y en la secuela Sherlock Holmes: Juego de sombras (2011).
- En la adaptación televisiva de la BBC Sherlock es interpretado por Rupert Graves. Como nota, en esta adaptación su nombre de pila es Greg.
- En el videojuego The Great Ace Attorney: Adventures, inspirado fuertemente en las novelas de Sherlock Holmes, Lestrade toma el papel de una niña huerfána con el nombre de Gina que gracias a Tobias Gregson se une a las fuerzas policiacas de Scottlan Yard.